# Tamar Ziegler
Tamar Debora Ziegler (en hébreu : תמר ציגלר; née en 1971) est une mathématicienne israélienne connue pour ses travaux en théorie ergodique, combinatoire et théorie des nombres. Elle occcupe la chaire Henry and Manya Noskwith de mathématiques à l'Institut Einstein de mathématiques (en) de l'université hébraïque de Jérusalem.

## Biographie
Tamar Ziegler obtient un  Ph.D. en mathématiques à l'université hébraïque de Jérusalem en 2003 sous la direction de Hillel Furstenberg avec une thèse intitulée « Non conventional ergodic averages ». Elle passe ensuite cinq années aux États-Unis comme post-doc à l'université d'État de l'Ohio, l'Institute for Advanced Study à Princeton, et à l'université du Michigan. Elle est membre du Technion durant les années 2007-2013, et rejoint l'université hébraïque de Jérusalem en automne 2013 comme professeur titulaire.

## Recherche
La recherche de Ziegler est à l'interface de la théorie ergodique et de divers autres domaines mathématiques, à savoir la combinatoire, la théorie des nombres, la géométrie algébrique et l'informatique théorique. Une de ses contributions majeures, en collaboration avec Ben Joseph Green et Terence Tao (et qui fait suite à des travaux antérieurs des deux derniers,), est la solution de la conjecture de Hardy–Littlewood généralisée sur les nombres premiers jumeaux pour les systèmes linéaires affines de complexité finie.
D'autres contributions importantes sont la généralisation du théorème de Green-Tao à des motifs polynomiaux,, et la preuve de la conjecture inverse pour la norme Gowers dans la géométrie sur les corps finis,,.

## Prix et distinctions
Tamar Ziegler a reçu plusieurs prix et distinctions pour ses travaux de recherche, notamment le prix Erdős de mathématiques en 2011, et la médaille Michael Bruno en 2015. Elle était lectrice de la société mathématique européenne de l'année 2013, et conférencière invitée au congrès international des mathématiciens de Séoul en 2014 (Linear equations in primes and dynamics of nilmanifolds). Tamar Ziegler est éditrice du Journal of the European Mathematical Society, éditrice associée des Annals of Mathematics, et éditrice en chef du  Israel Journal of Mathematics.

## Publications (sélection)
- Tamar Ziegler, « A non conventional ergodic theorem for nil-systems », Ergodic theory and dynamical systems, vol. 25,‎ 2005, p. 1357–1370 (arXiv math/0204058)
- Tamar Ziegler, « Universal characteristic factors and Furstenberg averages », J. Amer. Math. Soc., vol. 20, no 1,‎ 2007, p. 53–97 (arXiv math/0403212)
- Ben Green, Terence Tao et Tamar Ziegler, « An inverse theorem for the Gowers {\displaystyle U^{s+1}[N]}-norm », Annals of Mathematics, vol. 176, no 2,‎ 2012, p. 1231–1372 (DOI 10.4007/annals.2012.176.2.11, MR 2950773, arXiv 1009.3998)

- Ben Green, Terence Tao et Tamar Ziegler, « An inverse theorem for the Gowers {\displaystyle U^{s+1}[N]}-norm », Annals of Mathematics, vol. 176, no 2,‎ 2012, p. 1231–1372 (DOI 10.4007/annals.2012.176.2.11, MR 2950773, arXiv 1009.3998)
- Terence Tao et Tamar Ziegler, « The primes contain arbitrarily long polynomial progressions », Acta Mathematica, vol. 201, no 2,‎ 2008, p. 213–305 (DOI 10.1007/s11511-008-0032-5, MR 2461509, arXiv math.NT/0610050).
- Terence Tao et Tamar Ziegler, « Polynomial patterns in primes », Forum of Mathematics, Pi, vol. 6,‎ 2018 (DOI 10.1017/fmp.2017.3, arXiv 1603.07817).
- Vitaly Bergelson, Terence Tao et Tamar Ziegler, « An inverse theorem for the uniformity seminorms associated with the action of {\displaystyle \mathbb {F} _{p}^{\infty }} », Geom. Funct. Anal., vol. 19, no 6,‎ 2010, p. 1539–1596 (DOI 10.1007/s00039-010-0051-1, MR 2594614, arXiv 0901.2602)
- Terence Tao et Tamar Ziegler, « The inverse conjecture for the Gowers norms over finite fields via the correspondence principle », Analysis & PDE, vol. 3, no 1,‎ 2010, p. 1–20 (DOI 10.2140/apde.2010.3.1, MR 2663409, arXiv 0810.5527)
- Terence Tao et Tamar Ziegler, « The Inverse conjecture for the Gowers norms over finite fields in low characteristic », Annals of Combinatorics, vol. 16,‎ 2011, p. 121–188 (DOI 10.1007/s00026-011-0124-3, Bibcode 2011arXiv1101.1469T, MR 2948765, arXiv 1101.1469).